# Макэлпин, Дженни
Дже́нни Эли́забет МакЭ́лпин (англ. Jennie Elizabeth McAlpine; 12 февраля 1984, Бери, Большой Манчестер, Англия, Великобритания) — английская актриса

 и комедиантка.

## Биография
Дженни Элизабет МакЭлпин родилась 12 февраля 1984 года в Бери (графство Большой Манчестер, Англия, Великобритания) в семье работника в области психического здоровья, удостоенного ордена Британской империи за заслуги в психиатрической помощи, Тома МакЭлпина и его жены. Родители МакЭлпин развелись, когда она была маленькой и она осталась жить с отцом. У неё есть старший брат — Томас МакЭлпин (род.1971).

## Карьера
В 1997 году Дженни дебютировала в качестве стенд-ап комедиантки в Лондоне. МакЭлпин прославилась с ролью Физ Браун из мыльной оперы «Coronation Street», в которой она снимается в 2001 году.

## Личная жизнь
С 3 января 2017 года Дженни замужем за администратором ресторана Крисом Фарром, с которым она встречалась почти 12 лет до их свадьбы. У супругов есть двое детей — сын Альберт Фарр (род. 29.11.2014) и дочь Хильда Фарр (род. 29.10.2018).

## Фильмография
| Год       |    | Русское название           | Оригинальное название            | Роль                     |
| --------- | -- | -------------------------- | -------------------------------- | ------------------------ |
| 1999—2000 | с  | Ферма Эммердейл            | Emmerdale                        | Мишель Морли             |
| 2001—2014 | с  | Улица Коронации            | Coronation Street                | Физ Браун                |
| 2005      | тф | Улица Коронации: Пантомима | Coronation Street: Pantomime     | Физ Браун                |
| 2008      | тф | Улица Коронации: Из Африки | Coronation Street: Out of Africa | Физ Браун                |
| 2009      | с  | Анонимный                  | Anonymous                        | имя персонажа неизвестно |